# Latencia de inicio del sueño
En la medicina del sueño, la latencia de inicio del sueño (también, latencia del sueño) (LIS en español, SOL en inglés) es el tiempo que se tarda en lograr la transición de la vigilia total al sueño, normalmente a la etapa más liviana del sueño no-REM.
| Minutos | Somnolencia |
| ------- | ----------- |
| 0–5     | Severa      |
| 5–10    | Preocupante |
| 10–15   | Manejable   |
| 15–20   | Excelente   |

## Estudios de latencia del sueño
William C. Dement, pionero investigador del sueño, informa sobre el desarrollo temprano del concepto y de la primera prueba, el Test de Latencias Múltiples del Sueño (TLMS/MSLT), en su libro The Promise of Sleep (La Promesa del Sueño, 1999). 
Dement y sus colaboradores, incluida Mary Carskadon, habían estado buscando una medida objetiva de la somnolencia diurna para ayudar a evaluar los efectos de los trastornos del sueño. En el transcurso de la evaluación de los resultados experimentales, se dieron cuenta de que la cantidad de tiempo necesario para conciliar el sueño en la cama estaba estrechamente relacionada con el nivel de somnolencia reportado por los propios sujetos. "Esto puede no parecer una epifanía estremecedora, pero concebir y desarrollar una medida objetiva de la somnolencia fue quizás uno de los avances más importantes en la ciencia del sueño".
Cuando desarrollaron inicialmente el TLMS/MSLT, se pusieron a los sujetos en una habitación tranquila y oscura con una cama y les pidieron que se acostaran, cerraran los ojos y se relajaran. Observaron la cantidad de minutos, que van de 0 a 20, que le tomó a un sujeto quedarse dormido. Si un voluntario todavía estaba despierto después de 20 minutos, el experimento finalizaba y el sujeto recibía una calificación vigilia máxima / somnolencia mínima. Cuando los científicos privaron a los sujetos del sueño, descubrieron que los niveles de latencia del sueño podían caer por debajo de 1, es decir, los sujetos podían quedarse dormidos en menos de un minuto. La cantidad de pérdida de sueño estaba directamente relacionada con los cambios en las puntuaciones de latencia del sueño.
Los estudios finalmente llevaron a Dement y Carskadon a concluir que "el cerebro lleva una cuenta exacta de cuánto sueño se le debe" (the brain keeps an exact accounting of how much sleep it is owed".) No dormir lo suficiente durante un período de tiempo determinado conduce a un fenómeno llamado deuda de sueño, que reduce los puntajes de latencia del sueño y hace que las personas privadas de sueño se duerman más rápidamente.

## Prueba casera de latencia de sueño
Para probar en casa una latencia del sueño inusualmente baja y una posible privación de sueño, los autores señalan una técnica desarrollada por Nathaniel Kleitman, el "padre de la investigación del sueño". El sujeto se reclina en una habitación tranquila y oscura y cubre una mano con una cuchara sobre el borde de la cama o la silla, colocando un plato en el suelo debajo de la cuchara. Después de verificar la hora, el sujeto intenta relajarse y quedarse dormido. Cuando se duerme, la cuchara se caerá y golpeará el plato, despertando al sujeto, que luego verifica para ver cuánto tiempo ha pasado. El tiempo transcurrido es la latencia de inicio del sueño a esa hora en particular en ese día en concreto.
Dement aconseja no realizar estas evaluaciones por la noche, cuando la latencia de inicio del sueño puede ser más baja, especialmente en las personas mayores. En cambio, sugiere probar la latencia de inicio del sueño durante el día, idealmente a las 10:00 a. m., 12:30 p. m. y a las 3:00 p. m. Una latencia de inicio del sueño de 0 a 5 minutos indica privación severa del sueño, de 5 a 10 minutos es "problemático", de 10 a 15 minutos indica un grado leve pero "manejable" de deuda de sueño, y de 15 a 20 minutos es indicativo de "poca o ninguna" deuda de sueño.

## Biomarcadores de somnolencia
Los investigadores del sueño, han estado buscando indicadores biológicos (biomarcadores) de somnolencia. En 2006 el laboratorio de Paul Shaw demostró que los niveles de amilasa aumentaban en la saliva de la mosca de la fruta cuando las moscas estaban privadas de sueño. Luego demostró que la amilasa humana también aumentó a medida que los sujetos humanos fueron privados de sueño.